# Czyste (Mazovie)
Pour les articles homonymes, voir Czyste.
Czyste [ˈt͡ʂɨstɛ] est un village polonais de la gmina de Sochaczew dans le powiat de Sochaczew et dans la voïvodie de Mazovie.